# Lagynochthonius duo
Espèce
Lagynochthonius duo est une espèce de pseudoscorpions de la famille des Chthoniidae.

## Distribution
Cette espèce est endémique du Guangxi en Chine. Elle se rencontre dans le xian de Longsheng.

## Description
Les mâles mesurent de 1,24 à 1,44 mm et la femelle paratype 1,57 mm.

## Systématique et taxinomie
Cette espèce a été décrite par Sun, Guo et Zhang en 2024.

## Publication originale
- (en) Sun, Guo et Zhang, « Five new epigean Lagynochthonius species (Pseudoscorpiones, Chthoniidae) from southern China », ZooKeys, vol. 1198,‎ 2024, p. 101-134 (lire en ligne)